# Filippo Pacini

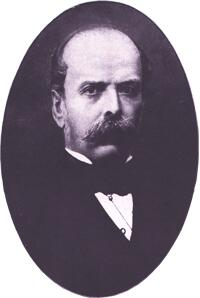
Filippo Pacini, 1870

Filippo Pacini (* 25. Mai 1812 in Pistoia; † 9. Juli 1883 in Florenz) war ein italienischer Anatom.

## Leben und Wirken
Pacini stammte aus einer ärmlichen Familie und sollte zunächst Theologe werden. 1830 erhielt er jedoch ein Stipendium an der angesehenen chirurgischen Medizinschule von Pistoia.
Während seines Medizinstudiums beobachtete er im Anatomiekurs bereits schmale eiförmige Körperchen, die an verschiedene Nerven angeschlossen waren. Sie waren kaum sichtbar, daher kaufte er von seinen Ersparnissen ein Mikroskop und entdeckte 1835 diese von ihm zunächst der Florentiner Società Medico-Fisica vorgestellten und dann 1840 in seinem Buch Nuove organi scoperti nel corpo umano beschriebenen Lamellenkörperchen, nach einem Vorschlag Albert Köllikers von 1844 bezeichnet auch als „Pacinische Körperchen“ (Nuovi organi scoperti nel corpo umano) – verkapselte Nervenenden, die im menschlichen Körper weit verbreitet sind. Später erwiesen sie sich als druck- und vibrationsempfindlich. Die winzigen Gebilde heißen im deutschsprachigen Raum Vater-Pacini-Körperchen.

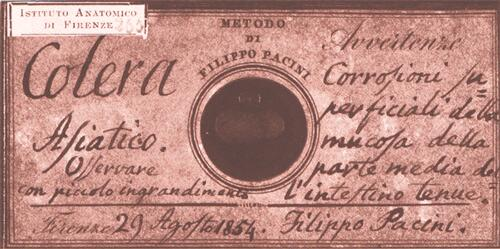
1854 von Pacini angefertigter Objektträger mit Erreger der Cholera

Pacini entdeckte 1854 das Bakterium Vibrio cholerae als Erreger der Cholera. Seinerzeit glaubte man noch an die Übertragung von Infektionen durch schlechte Gerüche (Miasmen), Pacinis Beschreibung blieb vielfach unbeachtet. Filippo Pacini war im Jahre 1854 mit seiner Vermutung eines Mikroorganismus, welcher die Cholera hervorrufen könnte, nicht allein. Denn auch Arthur Hill Hassall und John Snow berichteten im gleichen Jahr in London dem „Medical Council of the General Board of Health“, dass die Hypothese Pacinis eine ernstzunehmende Überlegung sei, würde es doch von myriads of vibriones in every drop of every sample of rice-water discharges nur so wimmeln.
Erst dreißig Jahre später konnte Robert Koch den Erreger erforschen und den Zusammenhang zwischen Mikroorganismus und Erkrankung beweisen, was einer Bestätigung von Pacinis Hypothese gleichkam. 1965 benannte man das Bakterium zu seinen Ehren „Vibrio cholerae Pacini 1854“.

## Schriften (Auswahl)
- Nuove osservazioni sopra i corpuscoli denominati Corpuscola Pacini.  Annali universali di medicina (1845 lug, Serie 3, Volume 19, Fascicolo 343)
- Nuovi Organi scoperti nel corpo umano da Filippo Pacini di Pistoia. Pistoia, Tipografia Cino, 1840.
- Sull’ultimo stadio del colera asiatico o stadio di morte apparente dei colerosi e sul modo di farli risorgere.  Annali universali di medicina (1873 dic, Serie 1, Volume 226, Fascicolo 678)
- Dei fenomeni osmotici e delle funzioni di assorbimento nello organismo. 1873.
- Di alcuni pregiudizi in medicina legale. Firenze, Tipografia Cooperativa, 1876.
- Del processo morboso del colera asiatico. 1879
- Del processo morboso del colera asiatico del suo stadio di morte apparente e (...). 1880
- Sulla struttura intima dell'organo elettrico del gimnoto e di altri pesci.
- Di un mezzo atto a facilitare l'esame microscopico delle macchie del sangue nelle questioni medico-forensi. Lettera del prof. Filippo Pacini a dott. Sonsino - Annali di chimica applicata alla medicina cioè alla farmacia, alla tossicologia, all'igiene, alla fisiologia, alla patologia e alla terapeutica (1872 lug, Serie 3, Volume 55, Fascicolo 1)
- Esame microscopico di aque potabili in relazione al cholera - Annali di chimica applicata alla medicina cioè alla farmacia, alla tossicologia, all'igiene, alla fisiologia, alla patologia e alla terapeutica. (1867 dic, Serie 3, Volume 45, Fascicolo 6)